# Beat boutique 67
La Beat Boutique 67 - Centro Studi Sul Beat Italiano è un'associazione che si occupa da anni della musica beat italiana; l'ufficio, nato ufficialmente nel 2007, è stato fondato da Alessio Marino. La sede è proprietaria della casa editrice "I Libri della Beat Boutique 67" e si occupa di importanti mostre sulla musica beat italiana.

## Storia della Beat Boutique 67
Nato come archivio nazionale sul beat (sia legato al movimento beat italiano che alla musica di quel decennio) ha pubblicato libri e volumi di alto interesse storico - dal titolo "BEATi voi!! - includendo interviste esclusive a gruppi beat e progressive italiani del periodo anni 60 e 70. Questi rappresentano veri e propri trattati atti a salvaguardare la storia musicale e sociale degli anni 60, con reportage che approfondiscono anche l'aspetto economico/sociale oltre che il movimento di protesta sorto in quel periodo. Una visione quindi della beat generation italiana inedita, per alcuni aspetti, visto che si cerca di capire quanto i giovani dell'epoca che militavano nei gruppi beat, abbiano effettivamente partecipato al movimento storico-sociale del beat (quello derivato dalla cultura americana della beat generation di "On the Road"): in quegli anni, infatti, in alcune città italiane nascevano i primi movimenti Provos e Beats (come Mondo beat a Milano) che miravano a contrastare l'ideologia "borghese e bacchettona" che regnava incontrastata fino ad allora. Nel settore sono altamente considerati per aver riportato alla luce informazioni mai apparse precedentemente in nessun altro testo. Nell'ultimo periodo si sono uniti al progetto altri giornalisti ed appassionati.

### Viguzzolo Beat Festival
L'esposizione "Viguzzolo Beat Festival" organizzata annualmente dalla Beat Boutique 67 nel comune di Viguzzolo presso il Teatrino del Municipio, dà modo di visitare parte del materiale dell'archivio (documentazione cartacea, fonografica, video ed oggettistica sui complessi musicali italiani) incontrando musicisti di quel periodo in seminari sul fenomeno culturale e sociale del Beat Italiano.

## Opere
| Numero di catalogo | Anno | Titolo                             | Contenuti |
| ------------------ | ---- | ---------------------------------- | --- |
| LdBB67-1           | 2007 | BEATi voi! Vol.1                   | Equipe 84, Giganti, Camaleonti, Showmen, Califfi, Frenetici, Delfini... |
| LdBB67-2           | 2008 | BEATi voi! Vol.2                   | Craaash!, Bisonti, Five Killers, Paggi, Nomadi Ps, Crociati, Anime Dannate, Visconti... |
| LdBB67-3           | 2009 | Popzzolo                           | Cobra2, Componenti, Quarrymen, Hoods, Scooters, 4 Assi... |
| LdBB67-4           | 2009 | Quei Frenetici anni beat a Voghera | Frenetici, Crociati, Five Killers, Black cat, Angels... |
| LdBB67-5           | 2009 | Viguzzolo Beat Festival            | Nottambuli, Leoni, 5 della Torre, Gemelli, Fedeli, Donatello... |
| LdBB67-6           | 2010 | BEATi voi! Vol.3                   | Orme, Nomadi, Pooh, Ragazzi dai Capelli Verdi, 4 Gringos, Phaper, Pipistrelli, Mucchio... |
| LdBB67-7           | 2010 | BEATi voi! Vol.4                   | Snobs, Vulcani, Tigri, Pythons, Catene, 4 del Teschio... |
| LdBB67-8           | 2010 | BEATi voi! Vol.5                   | Spaventapasseri, Bloody Fire, Planetarium, Trolls, New Trolls, New Impression, Pap Thomas Group, Hata Isi, Wisemen, Evangelisti... è presente poi uno studio sui film musicali italiani con quasi 500 titoli in cui appaiono cantanti e complessi italiani dal 1959 al 1973. |
| LdBB67-9           | 2011 | BEATi voi! Vol.6                   | Orme (intervista a Nino Smeraldi),Scooters, Planetarium, Drops, Forze Nuove, J.Plep, Nuova Idea, Underground Set, Scena Psichedelica italiana, Chiodi, Da Polenta, Shardana, Analogy, Yoice, Punto Morto Superiore, Lady Killers, Demoni, Tarli, Cervello, Jumbo, Reattori Caldi, Film e Musicarelli Italiani, Fumetti Beat... |
| LdBB67-10          | 2011 | BEATi voi! Vol.7                   | Pulsar, Vanadium, Epap Group, Ebrei, Lydia e gli Hellua Xenium / Scorpyo (3 interviste esclusive, gruppo prog mai trattato prima), Gianni four, Gianni Quattro, Systems, Hugu Tugu, Ombre, Devils, Tombstones, Judas, Corte dei Miracoli, Danny Six Sound, Film e Musicarelli Italiani, Fumetti Beat, Musica Psichedelica Italiana... |
| LdBB67-11          | 2011 | BEATi voi! Vol.8                   | Circus 2000, Bucanieri, Nuove Impronte, Diavoli Neri, Nomadi (Origini della formazione: 6 Nomani / Monelli), Mini Molly, Nuove Luci, Innominati, Rokes, Trip, Equipe 84, Eremiti, Sasà e i Nobili, Film e Musicarelli Italiani, Fumetti Beat, Musica Psichedelica Italiana... |
| LdBB67-12          | 2011 | BEATi voi! Vol.9                   | Equipe 84, Nomadi, Rokes, Trip, Delirium, Banco del Mutuo Soccorso, Pfm, Corvi, Motowns, Delfini, Caterina Caselli, Gianni Morandi, Camaleonti, Dik Dik, Giganti, Rokketti, Quelli, Nuova Idea, New Dada, Primitives, Kings... |
| LdBB67-13          | 2012 | BEATi voi! Vol.10                  | I Vermi, I Magma, I Blacks, I Ragazzi di Pietra, Gli Aprendisti Stregoni, I Cocks, I Nomadiks, I Ragazzi del Sole, I Santoni, Golden Meteros, Totò Savio e gli Shamrocks, Jimmy e Jerry, Gli Asteoridi, I Nuovi Asteroidi, I Gregor... |
| LdBB67-14          | 2012 | BEATi voi! Vol.11                  | I Messaggeri, I Camaleonti, I Corvi, I Trichechi, L'Equipe 84, Ricky gianco e i satelliti, New dada, i Caimani, i Cicisbei, Red Roosters, Vampiri, Misteriani, Ragazzi di Pietra, Bad Boys, HoneyBeats, Stormy Six, Rokes... |
| LdBB67-15          | 2012 | BEATi voi! IL ROCK SOTTO LA TORRE  | Volume allegato all'omonimo documentario video e mostra presentata a PALAZZO GUIDOBONO, Tortona, Maggio 2012: 5 della Torre, complesso Gianni de Giovanni, Aldo Mauro, le Serenelle, Donatello, Lucio Lucenti, Bruno d'Andrea, the Trappers, Gianni Morandi e i Berzega, i Leoni, the Five Killers, i Crociati, gli Amici, i Nottambuli, the Jolly Rogers, Albertino, le Anime Nere, i Beathovens, the Quarrymen, the Wanted's, i Gemelli, i Fedeli. |
| LdBB67-16          | 2012 | BEATi voi! Vol.12                  | Pecore Nere, Little Boys, Macchie Rosse, Privilege, Valerio e i Phantoms, Im-Pact, Anime, Ragazzi del Clan 98... |
| LdBB67-17          | 2013 | BEATi voi! Vol.13                  | Chetro & Co., Alunni del sole, Vocals, Gonostoma, Rinaldo Prandoni, Androidi, Trappers, Persiani, Flora Fauna Cemento, 4 Satelliti... |